# Heinrich Denicke
Heinrich Denicke (* 2. Januar 1856 in Buxtehude; † 30. Oktober 1943 in Harburg an der Elbe) war ein deutscher Jurist und Kommunalpolitiker. Von 1899 bis 1903 war er Bürgermeister und von 1903 bis 1924 Oberbürgermeister der damals noch eigenständigen Stadt Harburg.

## Leben
Der Sohn des Buxtehuder Kaufmanns und Senators Heinrich David Denicke (1827–1912) besuchte die höhere Bürgerschule in Buxtehude und das Gymnasium in Hannover, wo er 1874 das Abitur ablegte. Anschließend studierte er Rechtswissenschaften in Heidelberg, Leipzig und Göttingen. Während seines Studiums wurde er 1874 Mitglied der Burschenschaft Normannia Leipzig. Nach dem einjährigen Militärdienst in Stade absolvierte er sein Referendariat an den Amtsgerichten in Buxtehude, Stade und Freiburg/Elbe, bei einem Anwalt in Hannover sowie am Oberlandesgericht Celle. 1882 bestand er die Große Staatsprüfung und trat zum 1. Januar 1883 eine Stelle als Hilfsrichter in Bad Iburg an. Noch im gleichen Jahr zum Syndikus der Stadt Harburg ernannt, wurde er 1899 zunächst Bürgermeister und von 1903 bis 1924 schließlich Oberbürgermeister von Harburg.
Denicke setzte sich besonders für die wirtschaftliche Entwicklung Harburgs ein. In seine Amtszeit fielen unter anderem der Bau des Harburger Tidehafens (1904–07), die Eingemeindung von Lauenbruch (1906) und Eißendorf (1910) sowie der Abschluss des Dritten Köhlbrandvertrages mit Hamburg (1908), der den Ausbau und die Schifffahrt auf der Süderelbe regelte. 1901 wurde ein Elektrizitätswerk in Betrieb genommen und die erste Straßenbahn fuhr durch Harburg. Auch für den Ausbau der Kanalisation, der Verkehrswege und des Schulwesens machte sich Denicke stark.

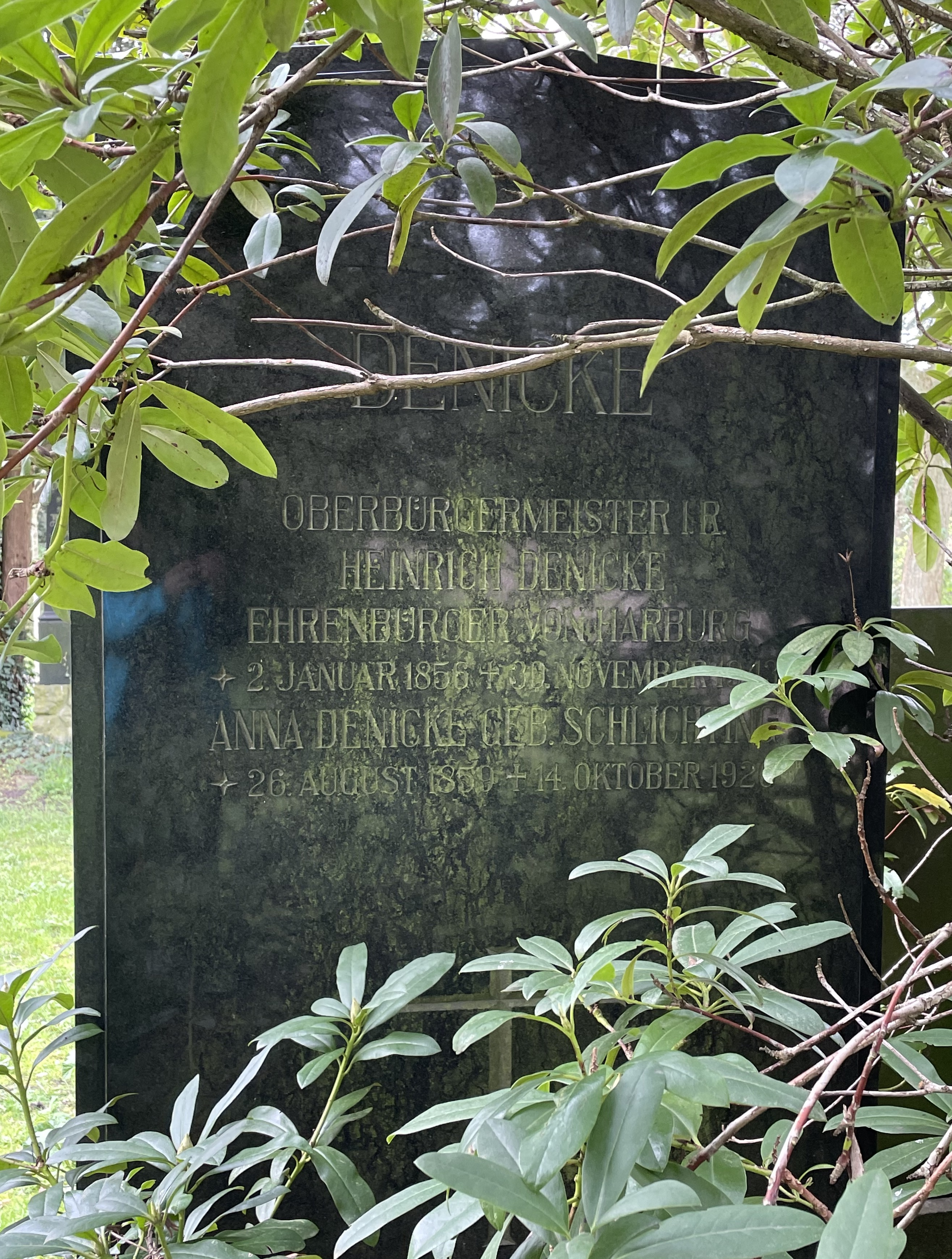
Grabstein von Heinrich Denicke auf dem Alten Friedhof Harburg

Nach seiner Pensionierung rückte Denicke 1926 für die Deutsche Volkspartei in den Hannoveraner Provinziallandtag ein, wo er wie schon zuvor als entschiedener Gegner jeglicher Groß-Hamburg-Pläne auftrat. 
Beerdigt wurde Denicke auf dem alten Friedhof in Harburg.

## Ehrungen
- 1924 wurde Heinrich Denicke zum Ehrenbürger der Stadt Harburg ernannt.
- 1930 wurde eine Straße in Heimfeld nach ihm benannt.